# Colotis ione
Colotis ione е вид пеперуда от семейство Белянки (Pieridae). Видът не е застрашен от изчезване.

## Разпространение и местообитание
Разпространен е в Ангола, Бенин, Ботсвана, Буркина Фасо, Гамбия, Гана, Джибути, Еритрея, Етиопия, Замбия, Зимбабве, Камерун, Кения, Лесото, Мали, Нигер, Нигерия, Свазиленд, Сенегал, Сомалия, Танзания, Уганда, Южен Судан и Южна Африка (Източен Кейп, Квазулу-Натал, Лимпопо и Мпумаланга).
Обитава гористи местности, пустинни области, савани, крайбрежия и плажове.